# Mika Kuusisto
Mika Juhani Kuusisto (Jurva, 13 de diciembre de 1967) es un deportista finlandés que compitió en esquí de fondo. 
Participó en los Juegos Olímpicos de Albertville 1992, obteniendo una medalla de bronce en la prueba de relevo (junto con Harri Kirvesniemi, Jari Räsänen y Jari Isometsä). Ganó una medalla de bronce en el Campeonato Mundial de Esquí Nórdico de 1991, en la misma prueba.

## Palmarés internacional
| Juegos Olímpicos   | Juegos Olímpicos       | Juegos Olímpicos  | Juegos Olímpicos |
| Año                | Lugar                  | Medalla           | Prueba           |
| ------------------ | ---------------------- | ----------------- | ---------------- |
| 1992               | Albertville (Francia)  | Medalla de bronce | Relevo 4 × 10 km |
| Campeonato Mundial |                        |                   |                  |
| Año                | Lugar                  | Medalla           | Prueba           |
| 1991               | Val di Fiemme (Italia) | Medalla de bronce | Relevo 4 × 10 km |